# E65 (európai út)
Az E65 egy észak–déli irányú európai út, amely Malmötől (Svédország) indul, és Haniáig (Görögország) tart, körülbelül 4400 km hosszú.

## Érintett utak
Svédország
Malmö – Ystad
- Komp
  -   Ystad  Świnoujście

 Lengyelország
- -  Świnoujście – Troszyn
  -  Troszyn
  -  Troszyn – Goleniów
  -  Goleniów – Szczecin
  -  Szczecin
  -  Szczecin – Gorzów Wielkopolski – Świebodzin – Nowa Sól
  -  Nowa Sól – Legnica – Jelenia Góra – Szklarska Poręba

 Csehország
- -  Harrachov – Železný Brod – Turnov
  -  Turnov – Prága
  -  Prága
  -  Prága – Humpolec – Jihlava – Brno
  -  Brno – Břeclav

 Szlovákia
- -  Gázlós – Pozsony

 Magyarország
- -  Rajka – Mosonmagyaróvár
  -  Mosonmagyaróvár - Győr
  -  Győr – Csorna
  -  Csorna – Szombathely
  -  Szombathely – Körmend – Nádasd
  -  Nádasd – Zalaegerszeg
  -  Zalaegerszeg
  -  Zalaegerszeg – Nagykanizsa
  -  Nagykanizsa – Letenye

 Horvátország
- -  Muracsány – Zágráb
  -  Zágráb
  -  Zágráb – Károlyváros – Bosiljevo
  -  Bosiljevo – Fiume
  -  Fiume – Kraljevica
  -  Kraljevica – Zengg
  -  Zengg – Žuta Lokva
  -  Žuta Lokva – Zára – Split – Ploče
  -  Ploče
  -  Ploče – Klek

 Bosznia-Hercegovina
- -  Neum

 Horvátország
- -  Zaton Doli – Dubrovnik – Karasovići

 Montenegró
- -  Debeli Brijeg – Sutomore – Podgorica – Bijelo Polje – Dračenovac

 Szerbia
- -  Mehov Krš – Veseniće
  -  Veseniće – Vitkoviće

 Koszovó
- -  Mitrovica – Pristina – Elez Han

 Macedónia
- -  Blace – Szkopje
  -  Szkopje – Ohrid
  -  Ohrid – Medžitlija

 Görögország
- -  Niki – Flórina – Ptolemaida
  -  Ptolemaida – Kozáni
  -  Kozáni – Lárisza – Domokosz – Lamia
  -  Lamia – Thermopylae
  -  Thermopylae – Bralos
  -  Bralos – Pátra
  -  Pátra
  -  Pátra – Korinthosz
  -  Korinthosz  – Trípoli – Meligalas – Kalamáta
  -  Kalamáta
  -  Kalamáta – Kissamos
  -  Kissamos – Haniá
  -  Haniá